# Fondo Ga (Niamey)
Fondo Ga (auch: Fondoga) ist ein Weiler im Arrondissement Niamey II der Stadt Niamey in Niger.

## Geographie
Der Weiler liegt im ländlichen Gemeindegebiet von Niamey am Trockental Kori de Ouallam. Zu den umliegenden Siedlungen zählen die Weiler Tondo Bon und Gorou Béri im Norden, der Weiler Gayi Kouara im Südosten sowie das Dorf Bossey Bangou im Südwesten.

## Geschichte
Der Weiler gehörte bis Anfang des 21. Jahrhunderts zu Niamey I, bis er zu Niamey II wechselte.

## Bevölkerung
Bei der Volkszählung 2012 hatte Fondo Ga 150 Einwohner, die in 27 Haushalten lebten. Bei der Volkszählung 2001 betrug die Einwohnerzahl 38 in 5 Haushalten.